# Das Blut (1989)
Das Blut (Originaltitel: O Sangue) ist ein schwarzweißes Filmdrama des portugiesischen Regisseurs Pedro Costa aus dem Jahr 1989. Nach einem ersten Kurzfilm 1984 war dies der erste lange Film des Regisseurs und machte ihn unter Cineasten bekannt.

## Inhalt
Der 17-jährige Vicente und sein jüngerer Bruder Nino leben mit ihrem kränkelnden Vater in einem heruntergekommenen Haus außerhalb Lissabons. Die Brüder haben keine Erinnerung an ihre Mutter und fühlen sich ihrem Vater sehr verbunden, trotz seiner häufigen Gemütswechsel und seiner häufigen langen Abwesenheiten.
Eines Tages kehrt der Vater nicht mehr zurück, und die Brüder beschließen, seinen Tod geheim zu halten. Während Nino nun aber vom böswilligen Onkel zu sich geholt wird, bleibt Vicente sich selbst überlassen.
Die sozial engagierte Clara, eine Schulfreundin Vicentes, verliebt sich in den immer verlorener und verzweifelter auftretenden heranwachsenden Mann, und langsam bekommt sie die Geheimnisse der Familie aus Vicente heraus.

## Rezeption
Der Film feierte am 6. September 1989 Premiere beim Filmfestival Venedig und lief danach bei einer Reihe weiterer internationaler Filmfestivals, darunter das Toronto International Film Festival (1990), das Göteborg International Film Festival (1990), das Internationale Filmfestival Thessaloniki (1999) und das Internationale Festival des Independent-Films in Buenos Aires (2002).
Am 7. Dezember 1990 kam er in die portugiesischen Kinos. In Deutschland wurde Das Blut am 18. November 1991 in der ARD erstausgestrahlt. Am 12. Januar 2000 lief er in den französischen Kinos an. Am 22. September 2009 erschien das Werk als DVD bei Midas Filmes.
Die Kritik nahm den Film positiv auf. So lobte sie häufig vor allem die ausdrucksstarke schwarzweiße Fotografie und die überzeugenden Leistungen der Hauptdarsteller, bemängelte aber gelegentlich auch, dass die gezeigte Handlung oft zu vage bleibe und damit den Zuschauer zu oft im Ungewissen lasse.
Das Lexikon des internationalen Films urteilte: „Erstlingsfilm, der eine triste Welt der Hoffnungs- und Perspektivlosigkeit zeichnet; hervorragend fotografiert.“
Das Blut war der portugiesische Kandidat für den besten fremdsprachigen Film zur Oscarverleihung 1992, gelangte bei der folgenden 64. Oscarverleihung jedoch nicht zur Nominierung.